# Avalon (Gabrielle Aplin-album)
Az Avalon Gabrielle Aplin angol énekes-dalszerző hatodik középlemeze, amit 2017. október 6-án adott ki a Never Fade Records. Címét az Artúr-mondakörbeli Avalon-sziget ihlette. A Waking Up Slow kislemezt 2017. szeptember 1-én jelentették meg.

## Számlista
| 1.    | Waking Up Slow | Gabrielle Aplin Peter Rycroft   | Lostboy           | 3:24 |
| 2.    | Say Nothing    | Aplin Nick Atkinson Edd Holoway | Atkinson Holloway | 3:40 |
| 3.    | Used to Do     | Aplin Atkinson Holloway         | Atkinson Holloway | 3:40 |
| 4.    | Stay           | Aplin Atkinson Holloway         | Atkinson Holloway | 4:04 |
| 14:48 |                |                                 |                   |      |

## Fordítás
- Ez a szócikk részben vagy egészben  az   Avalon (EP) című angol Wikipédia-szócikk ezen változatának fordításán alapul.  Az eredeti cikk szerkesztőit annak laptörténete sorolja fel. Ez a jelzés csupán a megfogalmazás eredetét és a szerzői jogokat jelzi, nem szolgál a cikkben szereplő információk forrásmegjelöléseként.